# Casa Samuel GTredwell Skidmore del 37 East 4th Street
La Casa Samuel GTredwell Skidmore del 37 East 4th Street (en inglés: Samuel GTredwell Skidmore House at 37 East 4th Street) es una casa histórica ubicada en Nueva York, Nueva York. La Casa Samuel GTredwell Skidmore del 37 East 4th Street se encuentra inscrita  en el Registro Nacional de Lugares Históricos desde el 3 de enero de 1980.  

## Ubicación
La Casa Samuel GTredwell Skidmore del 37 East 4th Street se encuentra dentro del condado de Nueva York en las coordenadas 40°43′39″N 73°59′32″O / 40.7275, -73.992222.